# Gaiberg
Gaiberg là một đô thị nằm ở huyện Rhein-Neckar-Kreis, thuộc Baden-Württemberg, Đức.